# Masa krytyczna

Schemat przebiegu reakcji inicjonowanej jednym neutronem dla małej masy, dużej oraz otoczonej ekranem

Masa krytyczna materiału rozszczepialnego – minimalna masa, w której reakcja rozszczepienia przebiega w sposób łańcuchowy, czyli każde jedno rozszczepienie jądra atomowego inicjuje dokładnie jedno następne rozszczepienie. W masie mniejszej od masy krytycznej reakcja zainicjowana rozszczepieniem spontanicznym zaniknie, w masie większej od masy krytycznej reakcja będzie przebiegała w sposób lawinowy, tzn. jedno rozszczepienie wywoła więcej niż jedno rozszczepienie.

## Charakterystyka
W materiale rozszczepialnym reakcja rozszczepienia może zajść w wyniku samorzutnego rozszczepienia jądra atomowego. W wyniku tego aktu rozszczepienia emitowane jest kilka neutronów; część z tych neutronów opuści materiał, część zostanie pochłonięta przez jądra nieulegające rozszczepieniu, a niektóre wywołają rozszczepienie następnego jądra.
Masa krytyczna danego materiału rozszczepialnego zależy od zanieczyszczeń, kształtu próbki oraz od jej otoczenia. Najmniejszą masę ma próbka o kształcie kuli otoczonej materiałem odbijającym i moderującym neutrony.
Masa krytyczna dla kuli, nieotoczonej innymi substancjami, dla czystego izotopu uranu 235 wynosi 52 kg, zaś dla plutonu (238 i 239) jest to 10 kg. Pluton w postaci tlenku plutonu ma masę krytyczną około 25 kg. Dla kuli otoczonej ekranem odbijającym neutrony masa ta jest mniejsza i zależy od materiału ekranu. Przykładowo dla plutonu 238 otoczonego wodą wynosi 7,4 kg, a stalą – 4,9 kg.
Nieprawdą jest pospolicie głoszony pogląd, że „reakcja rozszczepienia zachodzi tylko dla masy równej masie krytycznej lub większej od masy krytycznej”. Jeżeli masa materiału rozszczepialnego jest mniejsza od masy krytycznej, każde rozszczepienie spontaniczne może wywołać kilka, kilkanaście, a może i więcej rozpadów wymuszonych pochłonięciem neutronów, ale w końcu dojdzie do sytuacji, że wszystkie neutrony uciekną z materiału rozszczepialnego lub zostaną pochłonięte przez nierozszczepialne jądra.
W reaktorach jądrowych pojęcie masy krytycznej nie jest ściśle określone z powodu stosowania ekranów i regulowanych moderatorów. Ekrany odbijają neutrony z powrotem w kierunku materiału rozszczepialnego, a moderator spowalnia neutrony, dzięki czemu zwiększa się prawdopodobieństwo, że spowodują one kolejne rozszczepienie. Zatem masa potrzebna do stabilnej pracy reaktora zależy od jego konstrukcji.
W wyniku umieszczenia w jednym miejscu masy większej niż masa krytyczna reakcja będzie przebiegać w sposób lawinowy, co pociągnie za sobą wydzielenie olbrzymich ilości energii, która spowoduje rozprzestrzenienie się reagujących materiałów i zatrzymanie reakcji rozszczepienia. Na tej zasadzie działa bomba atomowa.

## Orientacyjne masy krytyczne
Orientacyjne masy krytyczne materiału ułożonego w kształcie kuli nieotoczonej substancją odbijającą neutrony dla wybranych izotopów:

Rozpad jądra uranu podczas reakcji:

- uran-233: 16 kg
- uran-235: 52 kg
- neptun-237: 60 kg
- pluton-239: 10 kg
- pluton-240: 40 kg
- pluton-242: 100 kg
- ameryk-241: 60-100 kg
- ameryk-242: 9-18 kg
- ameryk-243: 50-150 kg
- kiur-245: 12 kg
- kiur-246: 70 kg
- kiur-247: 7 kg
- kaliforn-251: 9 kg